# Mario Basler
Mario Basler (ur. 18 grudnia 1968 w Neustadt an der Weinstraße) – niemiecki piłkarz występujący na pozycji pomocnika. Trener piłkarski.

## Kariera klubowa
Basler treningi rozpoczynał w klubie VfL Neustadt/Weinstraße. W 1984 roku trafił do juniorskiej ekipy zespołu 1. FC Kaiserslautern. W 1987 roku został włączony do jego pierwszej drużyny, grającej w Bundeslidze. W tych rozgrywkach zadebiutował 17 czerwca 1989 roku w wygranym 1:0 pojedynku z Bayerem 04 Leverkusen. Było to jednak jedyne spotkanie rozegrane przez niego w barwach Kaiserslautern.
W 1989 roku Basler odszedł do Rot-Weiss Essen z 2. Bundesligi. Po 2 latach przeniósł się do Herthy Berlin, gdzie również spędził 2 lata. W 1993 roku podpisał kontrakt z pierwszoligowym Werderem Brema. Pierwszy ligowy mecz zaliczył tam 8 sierpnia 1993 roku przeciwko VfB Stuttgart (5:1). 17 sierpnia 1993 roku w wygranym 3:1 spotkaniu z VfB Leipzig strzelił pierwszego gola w trakcie gry w Bundeslidze. W 1994 roku zdobył z zespołem Puchar Niemiec. W 1995 roku wywalczył z nim wicemistrzostwo Niemiec. Został także królem strzelców Bundesligi z 20 bramkami na koncie. W Werderze spędził 3 lata.
W 1996 roku Basler podpisał kontrakt z Bayernem Monachium, również grającym w Bundeslidze. Pierwszy ligowy mecz zaliczył tam 16 sierpnia 1996 roku przeciwko FC St. Pauli (2:1). W tamtym pojedynku strzelił także bramkę. Barwy Bayernu reprezentował przez 3 lata. W tym czasie rozegrał tam 78 ligowych spotkań i zdobył 18 goli. Z Bayernem zdobył także 2 mistrzostwa Niemiec (1997, 1999), Puchar Niemiec (1998), 3 Puchary Ligi Niemieckiej (1997, 1998, 1999). W 1999 roku wystąpił z nim także w finale Ligi Mistrzów, jednak Bayern uległ tam Manchesterowi United.
W listopadzie 1999 roku Basler ponownie został graczem klubu 1. FC Kaiserslautern. W 2003 roku dotarł z nim do finału Pucharu Niemiec, jednak Kaiserslautern przegrał tam z Bayernem Monachium. Tym razem w Kaiserslautern spędził 4 lata. Zagrał tam w 91 meczach i zdobył 8 bramek. W 2003 roku odszedł do katarskiego Ar-Rajjan SC. W 2004 roku zakończył tam karierę.
W 2011 wznowił nietypowo karierę zostając zawodnikiem klubu BC Augsurg-Oberhausen, ponieważ przegrał zakład na polu golfowym.

## Kariera reprezentacyjna
W reprezentacji Niemiec Basler zadebiutował 23 marca 1994 roku w wygranym 2:1 towarzyskim meczu z Włochami. 2 czerwca 1994 roku w wygranym 5:1 towarzyskim pojedynku z Austrią strzelił pierwszego gola w trakcie gry w drużynie narodowej. W tym samym roku został powołany do kadry na Mistrzostwa Świata. Zagrał na nich w spotkaniu z Boliwią (1:0), a Niemcy zakończyli mundial na ćwierćfinale.
W 1996 roku Basler znalazł się w kadrze na Mistrzostwa Europy. Nie wystąpił na nich w żadnym meczu, a Niemcy zostali zwycięzcami turnieju. W latach 1994–1998 w drużynie narodowej rozegrał w sumie 30 spotkań i zdobył 2 bramki.

## Kariera trenerska
Po zakończeniu kariery piłkarskiej, Basler został trenerem. Jego pierwszym klubem był Jahn Ratyzbona z Regionalligi Süd, gdzie pracował od lata roku 2004. W 2005 roku zajął z zespołem 8. miejsce w lidze. We wrześniu 2005 roku odszedł z Jahnu.
We wrześniu 2008 roku został szkoleniowcem Eintrachtu Trewir z Regionalligi West. W 2009 roku zajął z nim 13. miejsce w lidze. W Eintrachcie pracował do lutego 2010 roku.
Od sierpnia 2010 roku Basler jest trenerem Wackera Burghausen z 3. Ligi. W maju 2011 został zwolniony z tej funkcji przez władze klubu.